# Campylocheta atriceps
Campylocheta atriceps là một loài ruồi trong họ Tachinidae.